# Valfabbrica
Valfabbrica là một đô thị ở Tỉnh Perugia trong vùng Umbria, có khoảng cách khoảng 20 km về phía đông bắc của Perugia. Tại thời điểm ngày 31 tháng 12 năm 2004, đô thị này có dân số 3.542 người và diện tích là 92,1 km².
Đô thị Valfabbrica có các frazioni (các đơn vị cấp dưới, chủ yếu là các làng) Casa Castalda, Coccorano, Collemincio, Giomici, Monte Verde, Poggio Morico, và Poggio San Dionisio.
Valfabbrica giáp các đô thị: Assisi, Gualdo Tadino, Gubbio, Nocera Umbra, Perugia.